# Pierre Merle (sociologue)
Pour les articles homonymes, voir Pierre Merle et Merle (homonymie).
Ne doit pas être confondu avec Pierre Merle (écrivain).
Pierre Merle (né le 17 juin 1955) est un sociologue français.
Il est professeur à l’Institut National Supérieur du Professorat et de l’Éducation (INSPE) de Bretagne et à l’Université Bretagne Loire-Atlantique.
Pierre Merle a aussi abordé des questions telles que la réforme des retraites, la suppression de l'ISF.

## Biographie

### Enfance et formation
Il est agrégé en sciences sociales.
En 1996, il devient maître de conférences de sociologie à l'IUFM de Bretagne et directeur du LESSOR (Laboratoire d'économie et sciences sociales de Rennes) à l'Université de Rennes II.

### Carrière
Depuis 2012, il développe le principe de « démocratisation ségrégative ».
En 2014, il intervient sur France Inter dans une chronique intitulée Ce que valent les notes. La même année, il intervient 
En 2015, il intervient sur France Inter dans une chronique intitulée Le collège est-il réformable ?. La même année, il invite dans un article sur La vie des idées à réformer la laïcité en France.
Depuis 2020, il publie plusieurs billets de blogs sur Médiapart.
En 2022, il intervient sur France Culture pour faire le bilan de la politique éducative d’Emmanuel Macron.

## Activités médiatiques
Il publie aussi sur des sites en ligne tels que La Vie des idées, Socio-Logos, Le Café Pédagogique, ENS-SES.

## Prise de position
En 2024, il dénonce dans une tribune paru dans Le Monde la promotion d’une « réalité déformée de la laïcité », notamment à l’école.

## Publications

### Ouvrages
- La compétence en question : école, insertion, travail, (dir.), Presses Universitaires de Rennes, 1993.
- La citoyenneté aujourd'hui : extension ou régression ?, (dir). Presses Universitaires de Rennes, 1995.
- L'évaluation des élèves : enquête sur le jugement professoral, Paris, PUF, 1996.
- La citoyenneté étudiante : intégration, participation, mobilisation, Paris, PUF (avec Christian Le Bart), 1997.
- Sociologie de l'évaluation scolaire, Paris, PUF, 1998.
- Nouvelles dimensions de la précarité, Rennes, Presses universitaires de Rennes, (dir), 2001.
- La démocratisation de l’enseignement, Paris, Repères, La Découverte, 2002.
- Le droit et l’école : de la règle aux pratiques, (dir.), Presses universitaires de Rennes, 2003.
- L'élève humilié. L'école : un espace de non-droit ?, Paris, PUF, 2005 (traduit en arabe), nouvelle édition en 2012.
- Les notes : secrets de fabrication, PUF, 2007.
- Robert Merle : une vie de passions, Éditions de l'Aube, 2008 (traduit en allemand et en hongrois).
- Pierre Merle, La ségrégation scolaire, la Découverte, coll. « Repères », 2012 (ISBN 978-2-7071-7116-0)
- Robert Merle : une vie de passions, réédition De Fallois, 2013.
- Réformer le collège, PUF, coll. « La vie des idées », 2016 (ISBN 978-2-13-078548-4)
- Pierre Merle, La démocratisation de l'enseignement, La Découverte, 2009 (ISBN 978-2-7071-6610-4 et 2-7071-6610-3, OCLC 848172145, lire en ligne)
- Les pratiques d'évaluation scolaire. Historique, difficultés, perspectives, Paris, PUF, 2018.
- Polémiques et fake news scolaire. La production de l'ignorance, Le Bord de l'eau, 2019.
- Parlons école en 30 questions, Doc'en Poche, La Documentation Française, 2021.